# Campeonato Europeo de Rugby League División B 2007
El Campeonato Europeo de Rugby League División B de 2007 fue la segunda edición del torneo de segunda división europeo de Rugby League.

## Equipos
- Alemania
- República Checa
- Serbia

## Posiciones
| Equipo          | Encuentros | Encuentros | Encuentros | Encuentros | Tantos  | Tantos    | Tantos     | Puntos |
| Equipo          | jugados    | ganados    | empatados  | perdidos   | a favor | en contra | diferencia | Puntos |
| --------------- | ---------- | ---------- | ---------- | ---------- | ------- | --------- | ---------- | ------ |
| Serbia          | 2          | 2          | 0          | 0          | 94      | 22        | +72        | 4      |
| Alemania        | 2          | 1          | 0          | 1          | 52      | 60        | -8         | 2      |
| República Checa | 2          | 0          | 0          | 2          | 38      | 100       | −62        | 0      |

### Resultados
| 7 de julio | Alemania | 6 - 38 | Serbia |  |  |

| 4 de agosto | República Checa | 22 - 44 | Alemania |  |  |

| 18 de agosto | Serbia | 56 - 16 | República Checa |  |  |

| Bandera de Serbia |
| Campeón Serbia    |
| Primer título     |